# 盧森冰原島峰
71°59′S 161°41′E / 71.983°S 161.683°E
盧森冰原島峰（英語：Luhrsen Nunatak），是南極洲的冰原島峰，位於維多利亞地的彭內爾海岸，處於奧爾福德山東南面6公里，美國地質調查局根據測量和該國海軍的空中照片繪入地圖，現時由南極條約體系管理。